# Copa Constitució 2021
La Copa Constitució 2021 fue la 29.ª edición de la Copa Constitució. El torneo comenzó el 17 de febrero y finalizó el 30 de mayo de 2021.
El equipo campeón garantizó un cupo en la primera ronda clasificatoria de la Liga Europa Conferencia de la UEFA 2021-22.
Sant Julià  obtuvo su sexto título de copa tras vencer al Atlètic Club d'Escaldes por 2-1.

## Participantes
| Equipos de primera división | Equipos de segunda división |
| --------------------------- | --------------------------- |
| Atlètic Club d'Escaldes     | Encamp                      |
| Carroi                      | La Massana                  |
| Engordany                   | Atlètic Amèrica             |
| Inter Club d'Escaldes       | Ordino                      |
| Penya Encarnada             |                             |
| Sant Julià                  |                             |
| FC Santa Coloma             |                             |
| UE Santa Coloma             |                             |

## Formato
La Copa Constitució 2021 fue disputada por doce clubes.
| Ronda            | Fecha(s)         | Número de partidos | Equipos |
| ---------------- | ---------------- | ------------------ | ------- |
| Primera ronda    | 17-18 de febrero | 4                  | 12 → 8  |
| Cuartos de final | 3-4 de marzo     | 4                  | 8 → 4   |
| Semifinales      | 14-15 de abril   | 2                  | 4 → 2   |
| Final            | 30 de mayo       | 1                  | 2 → 1   |

## Primera ronda
Ocho clubes compitieron en la primera ronda. Los partidos se jugaron el 17 y 18 de febrero de 2021.
| Local               | Resultado | Visitante           | Fecha         | Hora  | Estadio                          |
| ------------------- | --------- | ------------------- | ------------- | ----- | -------------------------------- |
| Carroi (1)          | 2 − 0     | Atlètic Amèrica (2) | 17 de febrero | 20:30 | Centre d'Entrenament de la FAF 1 |
| Penya Encarnada (1) | 2 − 1     | Ordino (2)          | 17 de febrero | 20:30 | CE La Massana                    |
| FC Santa Coloma (1) | 7 − 0     | Encamp (2)          | 18 de febrero | 20:30 | Centre d'Entrenament de la FAF 1 |
| UE Santa Coloma (1) | 4 − 0     | La Massana (2)      | 18 de febrero | 20:30 | CE La Massana                    |

## Cuartos de final
Ocho clubes compitieron en los cuartos de final. Los partidos se jugaron el 3 y 4 de marzo de 2021.
| Local                       | Resultado | Visitante           | Fecha      | Hora  | Estadio                          |
| --------------------------- | --------- | ------------------- | ---------- | ----- | -------------------------------- |
| Inter Club d'Escaldes (1)   | 2 − 0     | Carroi (1)          | 3 de marzo | 20:30 | Centre d'Entrenament de la FAF 1 |
| Sant Julià (1)              | 4 − 1     | Penya Encarnada (1) | 3 de marzo | 20:30 | CE La Massana                    |
| Engordany (1)               | 0 − 1     | FC Santa Coloma (1) | 4 de marzo | 20:30 | Centre d'Entrenament de la FAF 1 |
| Atlètic Club d'Escaldes (1) | 3 − 0     | UE Santa Coloma (1) | 4 de marzo | 20:30 | CE La Massana                    |

## Semifinales
Cuatro clubes compitieron en las semifinales. Los partidos se jugaron el 14 y 15 de abril de 2021.
| Local                     | Resultado | Visitante                   | Fecha       | Hora  | Estadio       |
| ------------------------- | --------- | --------------------------- | ----------- | ----- | ------------- |
| Inter Club d'Escaldes (1) | 1−2       | Sant Julià (1)              | 14 de abril | 20:30 | CE La Massana |
| FC Santa Coloma (1)       | 1−2       | Atlètic Club d'Escaldes (1) | 15 de abril | 20:30 | CE La Massana |

## Final
| 30 de mayo, 18:00 | Sant Julià                             | 2:1 (1:1) | Atlètic Club d'Escaldes | Estadio Nacional, Andorra la Vieja |                         |
|                   | Bakari 42' · Rafael Brito 90+2' (a.g.) | Reporte   | Nikola Zugic 37'        | Árbitro(s): Rui Queirós            | Árbitro(s): Rui Queirós |

| Campeón: Sant Julià 6.º título |

## Goleadores
- Actualizado el 30 de mayo de 2021.

| Pos. | Jugador        | Club                    | Goles |
| ---- | -------------- | ----------------------- | ----- |
| 1    | Bakari         | Sant Julià              | 4     |
| 2    | Chus Sosa      | FC Santa Coloma         | 3     |
|      | Jaime Grondona | Atlètic Club d'Escaldes | 3     |
| 4    | Lluis Batista  | Penya Encarnada         | 2     |
|      | Joel Paredes   | UE Santa Coloma         | 2     |
|      | Andreu Ramos   | FC Santa Coloma         | 2     |
|      | Gerard Artigas | Inter Club d'Escaldes   | 2     |